# Sen Senra
Christian Senra, més conegut com a Sen Senra   (San Miguel de Presqueiras, 12 de desembre de 1995), és un cantant gallec de música indie i pop.

## Biografia
Tot i que des de petit ja tocava la guitarra i tenia relació amb la música, va ser el 2010 que formà el grup Demonhigh amb Christian Docampo a la bateria i Mauri Gastón com a segona guitarra. L'any 2014 van publicar el seu primer àlbum, Corazón ardiente, essent-ne el garage rock el gènere principal.
L'any 2015, deixant enrere el grup Demonhigh, es va presentar com a artista solitari amb el disc de Permet vacation, amb ajuda de la seva germana, i que va fer que fos considerat el «Mac DeMarco gallec».

## Discografia
- Corazón ardiente (2013)
- Permanent vacation (2015)[8]
- The art or self-pressure (2017)[9][10]
- Sensaciones (2019)
- Corazón cromado (2021)